# نيبويشا نوفاكوفيتش
نيبويشا نوفاكوفيتش هو مدرب كرة قدم ولاعب كرة قدم بوسني في مركز الهجوم، ولد في 29 أكتوبر 1964 في سراييفو في البوسنة والهرسك. لعب مع أيك سولنا ونادي فاسالوندس ونادي يورغوردينس.